# Sir Jinx
Sir Jinx, nome artístico de Anthony Wheaton, é um produtor musical de hip hop e rapper de South Central, Los Angeles, Califórnia.
Jinx é um dos primeiros gangsta rappers. Ao lado de Ice Cube, fundou o grupo de rap C.I.A. em 1984, quando ainda estavam no ensino médio, junto com um garoto um pouco mais velho, mas ele saiu logo após a formação, sendo substituído pelo rapper K-Dee, na época chamado de Kid Disaster. Eles cantavam em shows organizados pelo World Class Wrecking Cru', uma popular banda de South L.A., e acabaram assinando com a gravadora do líder da banda Alonzo Williams, ou Grandmaster Lonzo.
Após isso, com a ajuda do primo de Jinx membro do World Class Wrecking Cru' André Young, conhecido como Dr. Dre, o C.I.A. lançou seu primeiro (e único) single My Posse, gravado no final de 1986 e lançado no início de 1987. O single tinha três faixas: "My Posse", "Jus 4 The Cash $" e "Ill-legal". Todas as músicas foram escritas por Ice Cube, com uma pequena ajuda de K-Dee em "Ill-legal".
Após isso, o grupo foi desmanchado porque Cube foi estudar desenho arquitetônico no Instituto de Tecnologia de Phoenix, voltando para L.A. só em 1988.
Quando Cube saiu do N.W.A, Sir Jinx ficou do seu lado e o ajudou a produzir seus primeiros álbuns, que foram premiadíssimos e venderam mais de um milhão cada.
Ele também produziu algumas faixas para Xzibit e para Kool G Rap.
Sir Jinx também fez parte do grupo WC and the Maad Circle, junto com WC, DJ Crazy Toones e Coolio.